# Силенок, Сергей Георгиевич
Сергей Георгиевич Силенок (1909—1995) — конструктор машин для промышленности.

## Биография
Окончил МВТУ имени Н. Э. Баумана.
Работал на предприятиях оборонной промышленности, в Наркомате строительного и дорожного машиностроения, в Минстройматериалов (гл. конструктор ГУ по производству машин для промышленности строительных материалов), в НИИ новых строительных материалов.
Преподавал во ВЗИСИ, с 1964 года доцент кафедры «Строительные машины» МИСИ имени В. В. Куйбышева, в 1967 — 1989 годах доцент кафедры «Механическое оборудование».
Кандидат технических наук (1973), степень присвоена за учебник: Механическое оборудование предприятий строительной индустрии [Текст] : учебник : допущено Министерством высшего и среднего специального образования СССР в качестве учебника для студентов вузов, обучающихся по спец. « Автоматизация и комплексная механизация строительства» / С. Г. Силенок. — М. : СТРОЙИЗДАТ, 1973. — 376 с. : ил. — Библиогр.: с. 366—367.

## Соавтор книг
- Машины для производства строительных материалов [Текст] : [учеб. пособие для машиностроит. техникумов] / И. А. Булавин, С. Г. Силенок. — 2-е изд., перераб. — М. : Машгиз, 1959. — 464 с. : ил. ; 23 см. — Библиогр.: с. 460. — 12000 экз.
- Механическое оборудование для производства вяжущих строительных материалов [Текст] / сост. С. Г. Силенок. — М. : Машиностроение, 1969. — 391 с. : ил.
- Механическое оборудование для производства строительных изделий [Текст] : [учебник для высш. учеб. заведений по специальности «Производство бетонных и железобетонных изделий и конструкций для сборного строительства»] / под общ. ред. М. Я. Сапожникова. — М. : Госстройиздат, 1958. — 556 с., 3 л. черт. : ил. ; 27 см. — 9000 экз. — 16.00 р. Авт: М. Я. Сапожников, С. Г. Силенок, Ф. А. Лапир, А. А. Фоломеев.
- Механическое оборудование предприятий строительных материалов [Текст] : атлас конструкций: [учеб. пособие для вузов по спец. "Мех. оборуд. предприятий строит. материалов и конструкций"] / под ред. М.Я. Сапожникова ; З.Г. Гиберов, М.Я. Сапожников, С.Г. Силенок]. - М. : Машиностроение, 1978. - 111 с. : черт. ; 26х42 см. - 15700 экз.
- Механическое оборудование предприятий строительных материалов, изделий и конструкций [Текст] : [Учеб. для вузов по спец. "Машины и аппараты хим. пр-в и предприятий строит. материалов" / С.Г. Силенок, А.А. Борщевский, М.Н. Горбовец и др.]. — М. : Машиностроение, 1990. - 412,[1] с. : ил ; 22 см. - Библиогр.: с. 406 (12 назв.). — Предм. указ.: с. 407-410. - 7500 экз. - ISBN 5-217-00863-6

## Награды и премии
- Сталинская премия третьей степени (1951) — за разработку конструкции и освоение производства передвижных дробильно-сортировочных установок